# L'homme à la tête en caoutchouc
L'homme à la tête en caoutchouch fou un dels primers films que realitzà Georges Méliès l'any 1901.
Méliès s'inspirà en els trucatges de la fantasmagoria mòbil. En aquesta pel·lícula hi ha un cap que ha de donar la impressió que s'infla, es desinfla, es torna a inflar i acaba explotant.
La tècnica utilitzada és la de la fantasmagoria; gràcies a un sistema de carrils, el cap -filmat sobre un fons negre i sobreimpressionat posteriorment sobre la resta de l'escenari- avança cap a la càmera, la qual es manté fixa, com sempre en les obres de Méliès.
El creador de fantasmagories, Étienne-Gaspard Robert -conegut amb el nom de Robertson-, explica molt bé aquest trucatge en les seves memòries: descriu una il·lusió que consistia a "fer avançar un objecte en un mirall còncau, ben bé com un cap que sembla que va endavant". Es col·locava al damunt d'un carretó un cap artificial, invertit i illuminat per uns miralls amb reflectors platejats, i tot plegat es disposava davant d'un mirall, el qual era l'única cosa que veia el públic. Amb una manovella es feia avançar el carretó i el cap.
En l'obra de Méliès, el cap era viu i es mantenia al seu lloc. Se l'havia fotografiat a banda sobre un fons negre i s'acostava progressivament a l'objectiu de la càmera (que s'anava graduant de mica en mica). Aleshores, aquesta imatge apareixia en sobreimpressió sobre el fons negre d'un decorat.